# 2MASS J10484281+0111580
2MASS J10484281+0111580 ist ein L1-Zwerg im Sternbild Sextant. Er wurde im Jahr 2002 von Suzanne L. Hawley zusammen mit ihrem Team entdeckt. Die Position des braunen Zwerges verschiebt sich aufgrund seiner Eigenbewegung jährlich um 0,49 Bogensekunden. Das Objekt ist nicht ganz 50 Lichtjahre von der Erde entfernt.